# Association Sportive de Monaco Football Club 1973-1974
Questa voce raccoglie le informazioni riguardanti l'Association Sportive de Monaco Football Club nelle competizioni ufficiali della stagione 1973-1974.

## Stagione
Appena promosso dalla Division 2, il Monaco in campionato riuscì a salvarsi dalla retrocessione solo grazie alla miglior differenza reti nei confronti del Nancy; in Copa di Francia i monegaschi giunsero sino alla finale, dove incontrarono il Saint-Étienne già campione di Francia. Sebbene sconfitta dai Verts, la squadra poté ottenere l'accesso in Coppa delle Coppe, ritornando sul palcoscenico europeo dopo dieci anni di assenza.

## Maglie e sponsor
Per il campionato lo sponsor tecnico è Le Coq Sportif. In Coppa di Francia lo sponsor tecnico è Adidas e quello ufficiale è Perrier.
| Casa (campionato) | Coppa di Francia |

## Rosa
| N. |                    | Ruolo | Calciatore          |
| -- | ------------------ | ----- | ------------------- |
|    | Francia (bandiera) | P     | Patrick Charpentier |
|    | Francia (bandiera) | P     | Christian Delachet  |
|    | Francia (bandiera) | P     | Christian Montes    |
|    | Francia (bandiera) | D     | Pierre Mosca        |
|    | Francia (bandiera) | D     | André Guesdon       |
|    | Francia (bandiera) | D     | Yvon Chomet         |
|    | Francia (bandiera) | D     | Michel Odasso       |
|    | Francia (bandiera) | D     | Claude Quittet      |
|    | Francia (bandiera) | D     | Georges Polny       |
|    | Francia (bandiera) | D     | Michel Feuillerat   |
|    | Monaco (bandiera)  | D     | Serge Perruchini    |
|    | Francia (bandiera) | D     | Alfred Vitalis      |
|    | Francia (bandiera) | C     | Jean-Luc Maranelli  |

| N. |                      | Ruolo | Calciatore        |
| -- | -------------------- | ----- | ----------------- |
|    | Francia (bandiera)   | C     | Jean-Louis Samuel |
|    | Francia (bandiera)   | C     | Yves Texier       |
|    | Argentina (bandiera) | C     | José Pastoriza    |
|    | Francia (bandiera)   | C     | Georges Prost     |
|    | Francia (bandiera)   | A     | Christian Dalger  |
|    | Camerun (bandiera)   | A     | Emmanuel Koum     |
|    | Francia (bandiera)   | A     | Joël Lovisolo     |
|    | Francia (bandiera)   | A     | Jean-Louis Massé  |
|    | Argentina (bandiera) | A     | Delio Onnis       |
|    | Francia (bandiera)   | A     | Aimé Rosso        |
|    | Brasile (bandiera)   | A     | Carlos Ruiter     |
|    | Argentina (bandiera) | A     | Aníbal Tarabini   |
|    | Francia (bandiera)   | A     | François Villa    |

## Risultati

### Coppa di Francia
| 3 febbraio 1974 Trentaduesimi di finale | Monaco | 4 – 0 | Montpellier |  |

| 10 marzo 1974 Sedicesimi di finale - Andata | Olympique Alès | 0 – 3 | Monaco |  |

| 24 marzo 1974 Sedicesimi di finale - Ritorno | Monaco | 3 – 2 | Olympique Alès |  |

| 30 marzo 1974 Ottavi di finale - Andata | Rouen | 0 – 3 | Monaco |  |

| 3 aprile 1974 Ottavi di finale - Ritorno | Monaco | 3 – 1 | Rouen |  |

| 4 maggio 1974 Quarti di finale - Andata | Monaco | 2 – 0 | Bastia |  |

| 7 maggio 1974 Quarti di finale - Ritorno | Bastia | 1 – 0 | Monaco |  |

| 31 maggio 1974 Semifinale | Monaco | 1 – 0 | Sochaux |  |

| Arbitro: | Verbecke |

|                              |           |           |
| Synaeghel 44’ Merchadier 61’ | Marcatori | 65’ Onnis |

## Statistiche

### Statistiche di squadra
| Competizione     | Punti | Totale | Totale | Totale | Totale | Totale | Totale | DR  |
| Competizione     | Punti | G      | V      | N      | P      | Gf     | Gs     | DR  |
| ---------------- | ----- | ------ | ------ | ------ | ------ | ------ | ------ | --- |
| Division 1       | 41    | 38     | 11     | 11     | 16     | 64     | 73     | -9  |
| Coppa di Francia | -     | 9      | 7      | 0      | 2      | 20     | 6      | +14 |
| Totale           | -     | 47     | 18     | 11     | 18     | 84     | 79     | +5  |